# Neophisis brevipennis
Neophisis brevipennis är en insektsart som först beskrevs av Kästner 1933.  Neophisis brevipennis ingår i släktet Neophisis och familjen vårtbitare. Inga underarter finns listade i Catalogue of Life.